# Kyzylsu (přítok Pjandže)
Kyzylsu známá také pod jmény Šurabdara, Surchob, Mulokonni, Safedsangob (rusky Кызылсу, Шурабдара, Сурхоб, Муллокони nebo Сафедсангоб, v turkických jazycích znamená červená řeka) je řeka v Tádžikistánu. Je 230 km dlouhá. Povodí má rozlohu 8630 km².

## Průběh toku
Pramení na jižních výběžcích Vachšského hřbetu. Má velký levý přítok Jachsu. Je přítokem řeky Pjandž (zdrojnice Amudarji).

## Vodní stav
Zdroj vody je smíšený. Průměrný průtok vody ve vzdálenosti 58 km od ústí je 75 m³/s. V zimě nezamrzá.

## Využití
Voda z řeky se využívá na zavlažování. Celkem bylo vybudováno 14 odběrných kanálů s celkovou možnou propustností vody 17,8 m³/s.